# Uniwersyteckie Centrum Medycyny Morskiej i Tropikalnej
Uniwersyteckie Centrum Medycyny Morskiej i Tropikalnej (UCMMiT)  – samodzielny publiczny zakład opieki zdrowotnej z siedzibą w Gdyni-Redłowie, utworzony przez Gdański Uniwersytet Medyczny. Jest to podmiot leczniczy prowadzący szpital kliniczny, toteż został zakwalifikowany do systemu podstawowego szpitalnego zabezpieczenia świadczeń opieki zdrowotnej (PSZ, tzw. sieci szpitali) jako szpital o najwyższym spośród istniejących sześciu poziomów – szpital ogólnopolski.
Centrum utworzone zostało w 2003 r. jako Akademickie Centrum Medycyny Morskiej i Tropikalnej (ACMMiT), wskutek włączenia do ówczesnej Akademii Medycznej w Gdańsku gdyńskiego Instytutu Medycyny Morskiej i Tropikalnej będącego instytutem badawczym o tradycjach sięgających 1937 r., a obecną nazwę uzyskało w ślad za zmianą nazwy uczelni będącej podmiotem tworzącym.

## Struktura
Centrum obejmuje:
- Szpital
  - Izba Przyjęć
  - Klinika Chorób Zawodowych i Wewnętrznych
  - Klinika Chorób Tropikalnych i Pasożytniczych
  - Klinika Medycyny Hiperbarycznej i Ratownictwa Morskiego
  - Oddział Dzienny Rehabilitacji Kardiologicznej
  - Oddział Chorób Zakaźnych
- Poradnie
  - Poradnia Chorób Tropikalnych i Pasożytniczych
  - Poradnia Chorób Zakaźnych
  - Poradnia Chorób Wewnętrznych
  - Poradnia Chorób Metabolicznych
  - Poradnia Medycyny Pracy
  - Poradnia Neurologiczna
  - Poradnia Kardiologiczna
  - Poradnia Pulmonologiczna
  - Poradnia Endokrynologiczna
  - Poradnia Hepatologiczna
- Diagnostyka
  - Zakład Diagnostyki Obrazowej
  - Pracownia Diagnostyki Endoskopowej

## Zadania
Centrum pełni przede wszystkim funkcję ośrodka referencyjnego w zakresie medycyny morskiej i tropikalnej, m.in. jako Morska Służba Asysty Telemedycznej oraz jako punkt szczepień przeciwko żółtej gorączce, wyznaczony przez Państwową Inspekcję Sanitarną, a także w zakresie medycyny pracy, stanowiąc jednostkę orzeczniczą I stopnia w odniesieniu do chorób zawodowych oraz organ odwoławczy od wydanych przez wojewódzki ośrodek medycyny pracy w pierwszej instancji:
- orzeczeń lekarskich wydawanych do celów przewidzianych w Kodeksie pracy[9]
- świadectw zdrowia dla marynarzy oraz dla praktykantów i kandydatów do szkół ponadpodstawowych prowadzących kształcenie w zawodzie, dla którego podstawa programowa kształcenia w zawodzie szkolnictwa branżowego przewiduje kształcenie zgodnie z wymogami określonymi w Międzynarodowej konwencji o wymaganiach w zakresie wyszkolenia marynarzy, wydawania im świadectw oraz pełnienia wacht, 1978, sporządzonej w Londynie dnia 7 lipca 1978 r.[10],
- orzeczeń lekarskich dla osób ubiegających się o uprawnienia do kierowania pojazdami i kierowców[11],
- orzeczeń lekarskich dla osób ubiegających się o wpis lub posiadających wpis na listę kwalifikowanych pracowników ochrony fizycznej[12].

Utrzymuje również komisję lekarską będącą organem odwoławczym od orzeczeń lekarskich dla nurków.
Ponadto jest bazą dla prowadzenia działalności naukowej oraz kształcenia praktycznego studentów przez Instytut Medycyny Morskiej i Tropikalnej Gdańskiego Uniwersytetu Medycznego oraz Klinikę Chorób Zakaźnych tej uczelni.

## Dyrektorzy ACMMiT i UCMMiT
- dr Zdzisław Sićko: 2003–2010[16]
- dr Anna Słoniewska (p.v. Klewenhagen): 2010–2019[16]
- prof. Marcin Renke(inne języki): od 2019[16]